# Dialekt cypryjski (nowożytny)
Dialekt cypryski - dialekt języka nowogreckiego. Jest używany na Cyprze przez 800 tysięczną ludność Greków cypryjskich. Jest zapisywany alfabetem greckim.